# I Know (песня Дионн Фэррис)
«I Know» — песня американской R&B-певицы Дионн Фэррис, вышедшая в 1995 году.

## О песне
Написанная Милтоном Дэвисом и Уильямом Дювалем, песня вышла в качестве первого сингла с дебютного альбома Фэррис Wild Seed — Wild Flower, выпущенного в марте 1995 года. Она стала хитом в США, заняв четвертое место в Billboard Hot 100, а также 10 недель подряд занимала первое место в Billboard Mainstream Top 40, оставаясь в этом чарте 28 недель.
За пределами США «I Know» заняла первое место в Канаде 10 апреля 1995 года, став 19-м синглом по успешности по итогам года. Композиция также добилась умеренного успеха в Австралии, Франции, Германии, Исландии, Новой Зеландии и Великобритании. Журнал Radio & Records оценил «I Know» как самую популярную песню на радиостанциях поп-музыки Top 40 / CHR за 1995 год, проведя в общей сумме девять недель в чартах и девятнадцать недель в топ-10. Песня была номинирована на премию «Грэмми» за лучшее женское вокальное поп-исполнение в 1996 году. Авторы композиции Милтон Дэвис и Уильям Дюваль удостоились премии ASCAP Pop Award Американского общества композиторов в 1996 году.

## Список треков
7'' сингл / CD-сингл
1. «I Know» — 3:47
2. «Don’t Ever Touch Me (Again)» (сингл) — 4:02

Сингл на кассете (США)
1. «I Know» — 3:47
2. «Human» — 3:04

CD макси-сингл (США)
1. «I Know» (single edit) — 3:25
2. «People» — 4:45
3. «I Know» (NY reprise mix) — 3:49
4. «I Wish I Knew How It Would Feel To Be Free» — 4:39
5. «I Know» (acoustic roots — extended edit) — 5:03

Макси-CD
1. «I Know» (radio version)
2. «I Know» (NY reprise mix)
3. «I Know» (acoustic roots extended mix)
4. «People»

## Места в чартах
| Чарт (1995—1996)                    | Высшая позиция |
| ----------------------------------- | -------------- |
| Австралия (ARIA)                    | 16             |
| Канада (RPM Top Singles)            | 1              |
| Франция (SNEP)                      | 26             |
| Германия (GfK)                      | 59             |
| Исландия (Íslenski Listinn Topp 40) | 7              |
| Новая Зеландия (Recorded Music NZ)  | 10             |
| Шотландия (OCC Scotland)            | 32             |
| Великобритания (OCC UK Singles)     | 41             |
| США (Billboard Hot 100)             | 4              |
| США (Billboard Adult Contemporary)  | 2              |
| США (Billboard Adult Pop Airplay)   | 13             |
| США (Billboard Pop Airplay)         | 1              |
| США (Billboard Rhythmic)            | 33             |

| Чарт (1995)               | Позиция |
| ------------------------- | ------- |
| Канада (Top Singles, RPM) | 19      |
| США (Billboard Hot 100)   | 11      |

| Чарт                               | Позиция |
| ---------------------------------- | ------- |
| США (Mainstream Top 40, Billboard) | 13      |